# Adzjarien

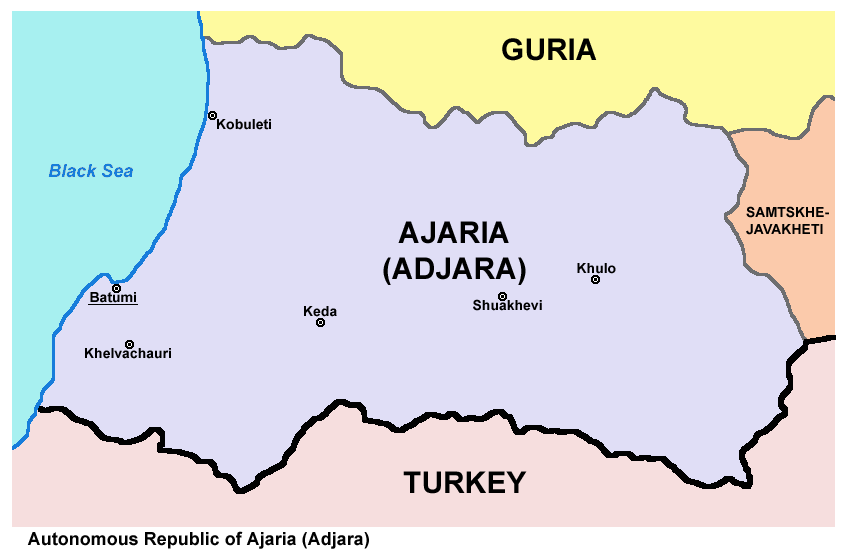

Adzjarien, officiellt namn Autonoma republiken Adzjarien (georgiska: აჭარის ავტონომიური რესპუბლიკა, Atjaris avtonomiuri respublika), är en autonom republik i sydvästra Georgien, grundad den 13 oktober 1921. I början av 2014 hade republiken 333 953 invånare. Huvudstad är Batumi, som är Georgiens näst största stad. Adzjarien är ett populärt turistmål. I det subtropiska klimatet odlas bland annat citrusfrukter och te. Adzjariens näst största stad är Kobuleti.
Befolkningen i Adzjarien utgörs till största delen av adzjarier (96,04 %), vars dialekter hör till georgiskan som också är officiellt språk. Minoriteter är armenier (1,64 %), ryssar (1,10 %), ukrainare (0,24 %), greker (0,17 %) och andra (0,8 %).

## Ekonomi
Adzjarien har bra jordmån för odling av te, citrusfrukter och tobak. Regionen är bergig och skogbevuxen med subtropiskt klimat och här finns det många kurorter. Tobak, te, citrusfrukter och avocados är vad man skördar mest; boskapsuppfödningen är också viktig. Bland industrierna märks tepackning, tobaksproduktion, konservering av frukt och fisk, oljeraffinering och varvsindustri.
Den regionala huvudstaden, Batumi, är en viktig inkörsport till Georgien, Azerbajdzjan och det kustlösa Armenien. Hamnen i Batumi används för transport av olja från Kazakstan och Turkmenistan. Dess oljeraffinaderi hanterar kaspisk olja från Azerbajdzjan som anländer via rörledning från Baku till Supsa och transporteras därifrån till Batumi med järnväg. Adzjariens huvudstad är ett centrum för varvsindustri och tillverkning.
Adzjarien är huvudsakligt centrum för Georgiens besöksnäring vid kusten och har som sådant kommit att ersätta den nordvästra provinsen Abchazien sedan denna region faktiskt avskilts från Georgien 1993.